# جوزا سحر نهاد حمایل برابرم
غزلی با مطلع «جوزا سحر نهاد حمایل برابرم»، غزل شمارهٔ ۳۲۹ از دیوانِ حافظ در تصحیحِ محمد قزوینی و قاسم غنی است.

## در دیگر آثار هنری
یک قطعهٔ خوشنویسی اثر سلطان علی مشهدی متعلق به سدهٔ ۹ و ۱۰ ه‍.ق با بیت‌هایی از غزل «دل می‌رود ز دستم صاحب دلان خدا را / دردا که راز پنهان خواهد شد آشکارا» و «جوزا سحر نهاد حمایل برابرم / یعنی غلام شاهم و سوگند می‌خورم» در مرقع بهرام میزا به‌شمارهٔ H2154 و به‌سال ۹۵۱ ه‍.ق/۱۵۴۴ م موجود است. این مرقع در کتابخانهٔ توپکاپی‌سرای استانبول نگهداری می‌شود. این مرقع توسط دوست‌محمد کواشانی هروی و به‌دستور شاهزاده بهرام میرزا صفوی تهیه و تنظیم شده است و دست‌کم ۲۸ قطعه از سروده‌های حافظ که به‌دست خوشنویسان سدهٔ ۹ و ۱۰ ه‍.ق نوشته شده، در این قطعه جای دارد.